# Pterolophia dorsotuberculare
Pterolophia dorsotuberculare är en skalbaggsart som beskrevs av Hayashi 1984. Pterolophia dorsotuberculare ingår i släktet Pterolophia och familjen långhorningar.
Artens utbredningsområde är Taiwan. Inga underarter finns listade i Catalogue of Life.